# Gimnastyka na Letnich Igrzyskach Olimpijskich 2024 – skoki na trampolinie mężczyzn
Konkurs mężczyzn w skokach na trampolinie podczas XXXIII Letnich Igrzysk Olimpijskich w Paryżu odbył się w dniu 2 sierpnia 2024. Do rywalizacji przystąpiło 16 sportowców z 15 krajów. Areną zawodów była Bercy Arena. Mistrzem olimpijskim został sportowiec neutralny Iwan Litwinowicz, wicemistrzem Chińczyk Wang Zisai, a brąz zdobył Chińczyk Yan Langyu.
Był to VII olimpijski konkurs w skokach na trampolinie mężczyzn.

## Terminarz
| Data            | Godzina rozpoczęcia |              |
| Data            | UTC+09:00           |              |
| --------------- | ------------------- | ------------ |
| 2 sierpnia 2024 | 18:00               | kwalifikacje |
| 2 sierpnia 2024 | 19:50               | finał        |

## System rozgrywek
W kwalifikacjach udział wzięło 16 sportowców, którzy wykonali po dwa układy, z których o miejscu decydował lepszy wynik. Do finału awansowało 8 najlepszych skoczków. Gimnastycy z miejsc 9 i 10 otrzymywali miejsca rezerwowe.
W finale 8 finalistów wykonało po jednym układzie.

## Rozgrywki

### Kwalifikacje
| Pozycja | Zawodnik            | Państwo                          | Układ obowiązkowy | Układ dowolny | Wynik  | Uwagi |
| ------- | ------------------- | -------------------------------- | ----------------- | ------------- | ------ | ----- |
| 1       | Iwan Litwinowicz    | Indywidualni sportowcy neutralni | 63.420            | 42.580        | 63.420 | Q     |
| 2       | Wang Zisai          | Chiny                            | 60.950            | 62.230        | 62.230 | Q     |
| 3       | Yan Langyu          | Chiny                            | 61.420            | 62.220        | 62.220 | Q     |
| 4       | Dylan Schmidt       | Nowa Zelandia                    | 59.510            | 60.810        | 60.810 | Q     |
| 5       | Gabriel Albuquerque | Portugalia                       | 59.750            | 31.070        | 59.750 | Q     |
| 6       | Pierre Gouzou       | Francja                          | 58.520            | 59.100        | 59.100 | Q     |
| 7       | Zak Perzamanos      | Wielka Brytania                  | 58.800            | 59.030        | 59.030 | Q     |
| 8       | Ángel Hernández     | Kolumbia                         | 57.900            | 58.640        | 58.640 | Q     |
| 9       | Danil Mussabayev    | Kazachstan                       | 58.070            | 52.550        | 58.070 | R1    |
| 10      | Aliaksei Shostak    | Stany Zjednoczone                | 57.350            | 6.120         | 57.350 | R2    |
| 11      | Fabian Vogel        | Niemcy                           | 29.120            | 56.890        | 56.890 | —     |
| 12      | Rayan Dutra         | Brazylia                         | 56.370            | 56.210        | 56.370 | —     |
| 13      | Brock Batty         | Australia                        | 55.890            | 23.150        | 55.890 | —     |
| 14      | David Vega          | Hiszpania                        | 55.620            | 28.160        | 55.620 | —     |
| 15      | Benny Wizani        | Austria                          | 54.990            | 12.460        | 54.990 | —     |
| 16      | Ryusei Nishioka     | Japonia                          | 24.710            | 35.750        | 35.750 | —     |

### Finał
| Pozycja | Zawodnik            | Państwo                          | Trudność | Wykonanie | Czas lotu | Przesunięcie | Kara   | Łącznie |
| ------- | ------------------- | -------------------------------- | -------- | --------- | --------- | ------------ | ------ | ------- |
| złoto   | Iwan Litwinowicz    | Indywidualni sportowcy neutralni | 18.400   | 16.700    | 18.490    | 9.500        |        | 63.090  |
| srebro  | Wang Zisai          | Chiny                            | 18.000   | 17.000    | 17.590    | 9.300        |        | 61.890  |
| brąz    | Yan Langyu          | Chiny                            | 17.800   | 16.600    | 17.850    | 8.900        | -0.200 | 60.950  |
| 4       | Zak Perzamanos      | Wielka Brytania                  | 18.500   | 14.300    | 17.540    | 9.500        |        | 59.840  |
| 5       | Gabriel Albuquerque | Portugalia                       | 18.000   | 15.500    | 17.240    | 9.000        |        | 59.740  |
| 6       | Pierre Gouzou       | Francja                          | 17.100   | 15.600    | 16.940    | 9.300        |        | 58.940  |
| 7       | Ángel Hernández     | Kolumbia                         | 16.000   | 13.700    | 15.250    | 8.200        |        | 53.150  |
| 8       | Dylan Schmidt       | Nowa Zelandia                    | 6.300    | 5.000     | 5.500     | 2.700        |        | 19.500  |